# Biéville-Beuville
Biéville-Beuville (bje.vil.bø.vilⓘ) es una población y comuna francesa, situada en la región de Baja Normandía, departamento de Calvados, en el distrito de Caen y cantón de Ouistreham.
La comuna se constituyó por la fusión en 1972 de Biéville-sur-Orne y Beuville.

## Demografía
| 810 | 1117 | 1321 | 1606 | 2223 | 2191 |
| Para los censos de 1962 a 1999 la población legal corresponde a la población sin duplicidades (Fuente: INSEE [Consultar]) |      |      |      |      |      |